# Голям четинест броненосец
Голям четинест броненосец (Chaetophractus villosus) е вид бозайник от семейство Броненосцови (Dasypodidae). Възникнал е преди около 1,2 млн. години по времето на периода кватернер. Видът не е застрашен от изчезване.

## Разпространение и местообитание
Разпространен е в Аржентина (Буенос Айрес, Катамарка, Кордоба, Ла Пампа, Ла Риоха, Мендоса, Неукен, Огнена земя, Рио Негро, Салта, Сан Луис (Аржентина), Сан Хуан, Санта Крус, Санта Фе, Сантяго дел Естеро, Тукуман, Чако и Чубут), Боливия, Парагвай и Чили (Айсен, Араукания и Биобио).
Обитава гористи местности, пустинни области, ливади, храсталаци, дюни, савани и степи в райони с тропически климат.

## Описание
Теглото им е около 4,4 kg. Имат телесна температура около 35,1 °C.
Продължителността им на живот е около 20 години. Популацията на вида е стабилна.